# Котельничское местонахождение парейазавров
«Котельничское местонахождение парейазавров» — на данный момент одно из крупнейших в мире местонахождений первых парейазавров (Pareiasauridae).

## История местонахождения

В Центральной России впервые крупное местонахождение пермских ящеров было обнаружено в песчаных линзах пермских отложений «Соколки» у деревни Новинки в окрестностях города Котласа, на реке Малая Северная Двина в конце XIX века профессором Варшавского университета В. П. Амалицким. Северодвинская фауна оказалась очень схожей по составу с южноафриканской фауной плато Карру. Это позволило провести ряд серьёзных наблюдений над распространением позднепермских фаун на разных материках, некогда бывших единым целым — суперконтинентом Пангея, процесс становления которого завершился в самом начале мезозойской эры, в триасовом периоде. Вслед за открытием профессора Амалицкого началось систематическое исследование пермских континентальных отложений России, последовала серия открытий новых крупных местонахождений остатков древних четвероногих — амфибий, парарептилий (сочетающих в своём строении признаки и земноводных и пресмыкающихся) и рептилий.
В 1933 году неподалёку от небольшого городка Котельнич, расположенного в Центральной России, на правобережье реки Вятки гидрогеологом С. Г. Каштановым, ставшим впоследствии профессором Казанского университета, были найдены два прекрасно сохранившихся скелета древних парарептилий — парейазавров. В 1934 году под Котельничем уже работала научная экспедиция под руководством А. П. Гартман-Вейнберг. В ходе раскопок были добыты и доставлены в Москву два черепа и более-менее полных скелета парейазавров, которые вскоре были изучены и описаны этим известным палеонтологом как новые виды двух южноафриканских родов. Впоследствии сотрудниками Палеонтологического института (ПИН) М. Ф. Ивахненко и О. А. Лебедевым была обоснована принадлежность этих и подавляющего большинства сделанных позднее находок котельничских парейазавров к новому роду, описанному ими как дельтавятия (Deltavjatia).
В 1948−1949 годах на местонахождении работает экспедиционный отряд Палеонтологического института АН СССР под руководством молодого исследователя Б. П. Вьюшкова. Результаты работ были поистине сенсационными — остатки парейазавров обнаружены на протяжении 12 километров правого берега реки Вятки, удалось найти и извлечь из берегового обнажения 11 более-менее полных скелетов парейазавров. К сожалению, эти находки не были отпрепарированы и вскоре погибли.
В последующие годы интерес к местонахождению несколько ослабевает, хотя оно уже считается одним из крупнейших в мире скоплений остатков парейазавров. Несколько находок других ископаемых животных было сделано под Котельничем в 1960-е и 1970-е годы сотрудниками ПИНа С. Н. Гетмановым, Ю. М. Губиным и М. Ф. Ивахненко. Обнаружены фрагменты черепов амфибии двинозавра (Dvinosaurus primus), более прогрессивного, чем Deltavjatia, парейазавра проелгинии (Proelginia f. permiana), а также почти полный череп зверообразной рептилии пробурнетии вятской (Proburnetia vjatkensis). Также в большом количестве были найдены костные остатки парейазавра Deltavjatia vjatkensis — доминирующего компонента котельничской фауны.
В 1990−1991 годах сбор фауны на местонахождении производил отряд московского кооператива «Каменный Цветок» под руководством Д. Л. Сумина. Именно в этот период были найдены остатки новых представителей котельничской фауны, которые вызвали резонанс среди широкой научной общественности и сделали Котельнич местом паломничества для палеонтологов и геологов из разных стран мира. Впервые были найдены многочисленные скелетные остатки мелких зверообразных рептилий, близких к предкам млекопитающих, а также представители весьма специализированной группы пермских рептилий — дицинодонты.

С 1992 года и по сей день ежегодные исследовательские работы на Котельничском местонахождении производит отряд, состоящий из местных кадров под руководством А. Ю. Хлюпина, директора открытого в 1994 году Котельничского палеонтологического музея. В данных работах активное участие принимали российские и зарубежные организации: Палеонтологический институт РАН, Монашский университет (Мельбурн, Австралия), университет Торонто и Королевский музей Онтарио (Торонто, Канада), Зенкенбергский музей естественной истории (Франкфурт на Майне, ФРГ), ряд других научных организаций.
Основу коллекции Вятского палеонтологического музея составляют находки, сделанные экспедициями последних лет. В экспозиции музея представлены ископаемые не только с территории Котельничского местонахождения, но и из других регионов России, включая копии находок, получивших мировую известность.
В исследовательских работах применяется комплексный подход, поэтому ни одна деталь не ускользает из поля зрения учёных, будь то мельчайшая кость, отпечаток растения, или геологическая структура. Хорошая изученность местонахождения позволяет уже сейчас использовать базу экспедиции и музей как международный исследовательский стационар, лабораторию под открытым небом, как практикум для студентов и просто любителей природы.
Решением Кировского облисполкома № 571 от 28.09.1962 Котельничское местонахождение утверждено в качестве палеонтологического памятника природы федерального ранга. Более того, оно включено во Всемирный предварительный список геологических площадей (GILGES), составляемый специальной международной рабочей группой под эгидой ЮНЕСКО.
В целях сохранения уникального местонахождения редких палеонтологических объектов пермского периода 29 октября 1990 года Котельничское местонахождение парейазавров приобрело статус памятника природы регионального значения. Площадь особо охраняемой природной территории составила 195,8 га.

## Геологическое строение котельничского разреза
Обнажение верхней перми у г. Котельнич, к которому приурочено одно из богатейших местонахождений позвоночных, начинается несколько южнее Котельничского речного порта и протягивается почти без перерывов более чем на 30 км вдоль высокого (до 60 м) правого берега реки Вятки. Слагающие это обнажение породы относятся к северодвинскому горизонту верхнетатарского подъяруса и могут быть расчленены на пять литологически однородных пачек.

«Нижняя часть разреза относится к Ванюшонковской пачке. Название пачки происходит от д. Ванюшонки, расположенной в 18 км к югу от г. Котельнич. Она сложена в основном красными, местами буроватыми аргиллитами с многочисленными белыми известковистыми конкрециями. Видимая мощность Ванюшонковской пачки достигает 10 м. Именно к ней приурочена основная масса находок позвоночных. Внутри пачки отчетливо выделяются пять костеносных горизонтов, которые содержат нередко полные скелеты, находимые в залегании in situ (то есть непосредственно на месте гибели и захоронения животных). Самый нижний костеносный горизонт (обозначаемый как горизонт „Е“) располагается у самой кромки воды, и чаще всего бывает затоплен даже в летнее время.

В центральной части обнажения Ванюшонковская пачка перекрывается горизонтально залегающей линзой оранжевых мелкозернистых кварцевых песчаников. Эти отложения выделены в качестве Боровиковской пачки (по д. Боровики, находящейся в 17 км к югу от г. Котельнич). Линза прослеживается на протяжении 8 — 10 км и имеет максимальную мощность до 17 м. Боровиковская пачка крайне бедна ископаемыми остатками. Отсюда известны лишь фрагмент раковины двустворки и изолированный зуб парейазавра. Пачка, по-видимому, имеет эоловое происхождение.
Вблизи хутора Чижи, расположенного в 12,8 км ниже по течению от г. Котельнич, в Боровиковские отложения врезана небольшая (примерно 10 м по простиранию и 1 м по мощности) линза тёмно-серых алевролитов и среднезернистых песчаников, относящихся к самостоятельной Чижевской пачке. В ней обнаружены многочисленные флористические остатки, раковины остракод и чешуя рыб.
Вышележащая Шестаковская пачка (название от д. Шестаковы, расположенной в 5 км южнее г. Котельнич) сложена красными, местами серовато-коричневыми известковистыми аргиллитами с редкими прослоями серых песчаников. Мощность пачки варьирует от 5 до 25 м. К рассматриваемой пачке приурочено массовое захоронение дицинодонтов.
В нескольких местах в Шестаковскую пачку (а в одном случае и в залегающую ниже Боровиковскую) врезаны пять линз, сложенных отложениями мощных русловых потоков. Последние представлены серовато- и желтовато-зелёными крупнозернистыми песчаниками с конгломератами в основании и образуют так называемую Соколовогорскую пачку. Название пачке дано по наиболее известной песчаной линзе „Соколья гора“, которая находится в 17 км южнее г. Котельнич. Линзы имеют размеры до 200−400 м в ширину и до 20 м мощности и обозначаются порядковыми номерами (с № 1 по № 5), начиная от южного окончания разреза. Наиболее крупной по размеру является третья линза, прорезавшая не только всю Боровиковскую пачку, но и верхние пять метров Ванюшонковской. В линзах встречены фрагментарные, в основном окатанные остатки позвоночных, а также раковины остракод и двустворок.»

## ТафономияКотельничского местонахождения парейазавров
В конце поздней перми значительная часть Восточной Европы представляла собой огромную плоскую равнину, раскинувшуюся на сотни километров по всему Западному Приуралью.
С вершин молодых Уральских гор, сравнимых по высоте с современными Гималаями, в обширную долину устремлялись мощные водные потоки, которые несли массы обломочного материала. По мере удаления от склонов гор, скорость движения потока замедлялась: сначала осаждались более крупные и неокатанные обломки-глыбы скальных пород, затем-галька, чуть дальше-частицы песка, образовавшие впоследствии мощные залежи медистых песчаников.
В район современного расположения Котельничского местонахождения водные потоки доносили лишь тонкий, глинистый и сильно известковистый материал, который со временем превратился в мергель. Во время сезонных наводнений приток осадочного материала усиливался, возникали топкие заиленные заводи-лиманы, которые могли служить естественной ловушкой для крупных неповоротливых парейазавров. Они увязали в таких местах при попытке освободиться от липкого глинистого ила.

Крупные туши погибших животных, находясь на поверхности длительное время, привлекали внимание хищников и падальщиков, которые нередко гибли рядом. Во время нового паводка останки увязших животных погребались под слоем принесённых илистых осадков. В дальнейшем в течение миллионов лет происходило замещение костных остатков животных минеральными соединениями, содержащимися во вмещающей породе.
Как уже отмечалось, в большинстве случаев на территории Котельничского местонахождения находятся практически целые скелеты парейазавров. Некоторые из них были обнаружены как бы стоящими на конечностях в глинистом грунте, причём таз и задние конечности погружены в осадок глубже, нежели череп и пояс передних конечностей. В таких случаях череп слегка приподнят, передние конечности расставлены в стороны (очевидно, животное пыталось разгребать топкий ил при попытке выбраться из естественной ловушки), а задние, как правило, прочно стоят в грунте с упором на обе ступни, либо вытянуты вперёд; хвост изогнут вправо или влево. Такое положение отделов скелета с наглядностью демонстрирует захоронение животного непосредственно на месте гибели, без каких бы то ни было признаков переноса водным потоком. Нередко возле скелетов парейазавров находят изолированные кости, скопления костей или полные скелеты других представителей фауны, но более мелких по размеру. Так, во время выемки из обнажения одного из скелетов парейазавра, под его черепом был найден полный скелет суминии (Suminia getmanovi), причём череп последней был раздавлен нижнечелюстными костями парейазавра, а рядом лежали два сломанных клыка хищной рептилии — горгонопса.
В других случаях скелеты парейазавров находятся в изогнутом положении, когда позвоночный столб горизонтально расположенного в породе скелета изогнут вправо или влево. Конечности расставлены в стороны, кости передних конечностей подогнуты назад, как будто бы животное активно гребло ими в момент гибели. Иногда передние конечности поджаты под грудную клетку.
У одного из скелетов с полностью сохранившимся посткраниальным скелетом череп был представлен лишь фрагментами челюстей и мелкими обломками, которые лежали сверху на позвоночном столбе. Такой тип сохранности указывает на то, что высоко приподнятый над поверхностью осадка череп животного некоторое время разрушался на земной поверхности и, вероятно, был растащен падальщиками. Очень характерной является находка парейазавра, у которого прекрасно сохранилась задняя часть скелета, а передняя представлена развалом выбеленных на солнце и растащенных в стороны костей, причём череп и нижняя челюсть животного были найдены в перевёрнутом положении. Практически всегда над находками скелетов парейазавров глинистый мергель имеет микрослоистую структуру, прекрасно видны следы медленно тёкшей воды, приносившей мелкие частицы глинистых минералов, которые, постепенно осаждаясь, захоронили под собой целое кладбище древних ящеров.
Рассмотрим ещё один тип захоронения, при котором скелеты животных были обнаружены в перевёрнутом положении. Это весьма редкий тип захоронения для Котельничского местонахождения. Находимые в таких случаях скелеты бывают, как правило, сильно разрушены. В большинстве случаев часть костей, особенно конечности и рёбра, вероятно, захоранивались в смещённом положении, либо совсем отсутствовали. Это также указывает на то, что в течение некоторого времени часть туши животного оставалась на поверхности, разлагаясь и растаскиваясь хищниками и падальщиками. Интересная находка была обнаружена в 1999 году, когда в одном западении слоя, по очертаниям напоминающем округлую яму, некогда заполненную топким глинистым илом, были найдены два лежащих друг на друге скелета парейазавров. Верхний скелет был захоронен в перевёрнутом положении, а под ним в придонной части ямы, лежал, распластав в стороны конечности и дугообразно изогнув позвоночник, ещё один, абсолютно полный скелет. В 1998 году в районе деревни Боровики найден скелет некрупной по размерам особи парейазавра, также лежащей на спине, со смещёнными в одну сторону конечностями и практически отсутствующими рёбрами. Частично скелет залегал в сероцветном глинистом мергеле, содержащем многочисленные разрознённые кости мелких рептилий и углефицированные флористические остатки.

Найденный в 1994 году под деревней Нижняя Водская скелет парейазавра лежал на левом боку. Его позвоночный столб был разорван на несколько фрагментов, стыкующихся друг с другом, как если бы скелет животного «выжали», перекрутив несколько раз по продольной оси. В данном случае также практически отсутствуют рёбра и мелкие кости скелета — фаланги, хвостовые позвонки.
В целом, на Котельничском местонахождении положение костных остатков во вмещающей породе варьирует в очень широких пределах. Здесь можно проследить целый спектр изменчивости в положении погибших и захоронённых в осадке животных: от стоящих на конечностях скелетов до небольших скоплений сильно растрескавшихся, хаотически расположенных во вмещающей породе костей. Часто встречаются изолированные кости животных, иногда — изолированные черепа и конечности. По всей видимости, разнообразие в расположении костных остатков говорит о том, что захоронение животных происходило в течение весьма длительного времени и по разнообразным причинам. В одних случаях животные явно попадали в расставленные здесь самой природой ловушки, отчего медленно тонули в глинистой трясине. В других случаях они гибли прямо на поверхности, и их туши длительное время разъедались падальщиками, а кости, выбеленные солнцем, замывались осадком при очередном поднятии уровня воды. Останки мелких животных, переносимые медленным течением небольших заиленных ручейков, попадали в естественные углубления, задерживались возле туш погибших парейазавров, отчего в отдельных случаях возникали обширные скопления скелетов и костей самых разных животных, захоронённые в одном месте.

И лишь в одном случае можно говорить о массовой синхронной гибели большого количества животных. Это — кладбище дицинодонтов (Australobarbarus), где большая часть находок отмечена в одном слое мощностью около полуметра. Концентрация находок здесь особенно велика, и часто возле изолированных черепов захоронены нижнечелюстные кости и масса изолированных костей скелета. Однако, скелеты, как правило, не растащены сильно по поверхности, а образуют скопления, в которых содержатся кости только одной или двух особей. Положение черепов варьирует. После гибели животного они как бы «заякоривались» клыками за грунт, в то время как кости посткраниального скелета могло переносить медленным течением. В одном случае был обнаружен скелет дицинодонта, лежащий на правом боку, с поджатыми конечностями. Другой скелет захоронился в перевёрнутом положении, с дугообразно изогнутым позвоночником. И лишь в одном случае скелет крупной особи дицинодонта был найден в стоящем на конечностях положении, то есть в прижизненной позе. Обилие тонких прослоек песка в глинистых мергелях, содержащих остатки дицинодонтов, а также большого количества известковых конкреций и катышей свидетельствует о более быстром течении воды, чем при образовании местонахождения парейазавров.

Совершенно другой тип захоронения характерен для ископаемых остатков, приуроченных к крупным линзовидным телам песчаников (Соколовогорская пачка), врезанных в красноцветную толщу мергелей. В них была найдена совершенно особая фауна позвоночных животных, близкая по облику к северодвинской. Находки здесь представлены в основном изолированными костями. Большинство из них встречено в базальных конгломератах, залегающих в основании линз. Реже костные остатки встречаются в слоистых сероцветных песчаниках, слагающих данные линзы. Фрагментарность и окатанность костных остатков указывает на их длительную посмертную транспортировку, при которой скелеты полностью разрушались, а в осадок попадали только изолированные кости, реже — полные черепа (например, Proburnetia vyatkensis).
Примечательно также то обстоятельство, что, несмотря на былое обилие наземной растительности, спорно-пыльцевой анализ вмещающей костные остатки породы показал, что на поверхности пермского болота произрастало более тридцати видов растений. За исключением отложений русла небольшого ископаемого заиленного ручья (Чижевская пачка) в глинистых породах местонахождения отсутствуют явные макроостатки растений, чего нельзя сказать об отпечатках корневой системы, которыми буквально пронизаны целые горизонты костеносных отложений. Следует также отметить, что к «Чижевской линзе» приурочены не только целые обугленные и ожелезнённые стволы древних хвощеобразных растений-каламитов, но и многочисленные остатки листьев, органов размножения и плодов разнообразных ископаемых растений в комплексе с чешуями рыб — палеонисков (Platysomus sp., Watsonichthys sp., Amblypterina sp., Varialepis sp.) и неопределимых кистепёрых, причём остатки последних в отложениях позднепермского возраста на территории Восточной Европы обнаружены впервые.